# میخائیل آرسنیف
میخائیل آندریویچ آرسنیف (روسیه : Михаил Андреевич Арсеньев; ۱۷۷۹ - ۶ نوامبر ۱۸۳۸، استان تولا ، مبتلا به ذات الریه) یک فرمانده روسی در جنگ های ناپلئونی بود.
آرسنیف هم در جنگ میهنی ۱۸۱۲ و هم در جنگ ائتلاف ششم کرد و از سال ۱۸۱۱ تا ۱۸۱۳ فرمانده هنگ اسب گارد حیات بود .